# Little Queen
Little Queen è il secondo album della band statunitense degli Heart, pubblicato nel 1977. Il disco ebbe un grande successo negli Stati Uniti, raggiungendo il traguardo della Top10 e 3 dischi di platino, principalmente grazie al singolo Barracuda, uno dei più grandi successi della band, che ha raggiunto l'11º posto delle classifiche statunitensi.
Little Queen, come l'album di debutto Dreamboat Annie, include momenti hard rock e brani acustici, con numerosi riferimenti ai Led Zeppelin.

## Tracce
Lato A
1. Barracuda – 4:20 (Michael DeRosier, Sue Ennis, Roger Fisher, Ann Wilson, Nancy Wilson)
2. Love Alive – 4:21 (Roger Fisher, Ann Wilson, Nancy Wilson)
3. Sylvan Song – 2:12 (Roger Fisher, Nancy Wilson)
4. Dream of the Archer – 4:30 (Roger Fisher, Ann Wilson, Nancy Wilson)
5. Kick It Out – 2:44 (Ann Wilson)

Durata totale: 18:07
Lato B
1. Little Queen – 5:10 (Michael DeRosier, Roger Fisher, Steve Fossen, Howard Leese, Ann Wilson, Nancy Wilson)
2. Treat Me Well – 3:24 (Nancy Wilson)
3. Say Hello – 3:36 (Roger Fisher, Ann Wilson, Nancy Wilson)
4. Cry to Me – 2:51 (Ann Wilson, Nancy Wilson)
5. Go On Cry – 5:52 (Roger Fisher, Ann Wilson, Nancy Wilson)

Durata totale: 20:53

## Brani presenti nella ristampa del 2004
1. Too Long a Time (Demo del brano Love Alive) - 3:33
2. Stairway to Heaven (live) - 9:20

## Formazione
- Ann Wilson - voce, flauto, chitarra
- Nancy Wilson - voce secondaria o principale (Treat Me Well), chitarra, mandolino, pianoforte
- Roger Fisher - chitarra, mandolino, steel guitar
- Howard Leese - chitarra solista, cori, tastiere, mandolino
- Michael DeRosier - batteria, percussioni
- Steve Fossen - basso, percussioni

### Collaboratori
- Lynn Wilson[4]  - voce
- Seal Dunnington - voce
- Sue Ennis - testi